# Ciocănești (Dâmbovița)
Ciocăneşti é uma comuna romena localizada no distrito de Dâmboviţa, na região de Muntênia. A comuna possui uma área de 45.73 km² e sua população era de 5001 habitantes segundo o censo de 2007.